# U tetrapaku
U tetrapaku je debitanski album hrvatskoga rock sastava Metak koji je objavila diskografska kuća Jugoton 1979. godine.
Snimljen je u splitskomu studiju Tetrapaku koji je dobio ime po istoimenoj pjesmi.

## Popis pjesama
| Br. | Skladba                                       | Trajanje |
| --- | --------------------------------------------- | -------- |
| 1.  | »Tetrapak«                                    |          |
| 2.  | »Ludnica«                                     |          |
| 3.  | »Ljubavni život svakodnevnog kino posjetioca« |          |
| 4.  | »Rock'n roller«                               |          |
| 5.  | »Opet u mom srcu neka tuga«                   |          |
| 6.  | »Htio sam noćas da ti pišem«                  |          |
| 7.  | »Miss Levi's (Nema meni do Vinke)«            |          |
| 8.  | »Balerina«                                    |          |
| 9.  | »Princ iz bajke«                              |          |
| 10. | »Robinzoni«                                   |          |

## Vanjske poveznice
- U tetrapaku (engl.) na Discogsu